# Antonio Sanjurjo
Antonio Sanjurjo Badía (Sada, La Coruña,1837 - Vigo, 1919) fue un inventor español. Hijo del propietario de un taller y una relojería, su destreza en la mecánica le dio el apodo de "El Habilidades".

## Vida
Miembro de una familia de once hermanos, pronto se vio obligado a emigrar de su tierra natal. A los dieciséis años partió para Cuba donde, tras cinco años trabajando en la isla caribeña, montó unos talleres. Con el dinero que consiguió ahorrar, regresó a España y en Vigo montó unos nuevos talleres que pronto ganarían fama por sus innovaciones técnicas y prácticas. Tan bien le fue el negocio que años después consiguió fundar unos astilleros.
En sus empresas se construían máquinas y calderas de vapor, siendo los primeros que en hacerlo en Vigo. Además construyó carros varaderos y transformó coches de vapor en máquinas de bencina. Además de un innovador en el campo de la técnica, creó en sus fábricas una hermandad de trabajadores donde otorgó a sus empleados un seguro de enfermedad, sueldo vitalicio tras la jubilación y descanso los domingos.
Se ha mantenido que Sanjurjo trabó amistad con Julio Verne, celebérrimo autor de Veinte mil leguas de viaje submarino y otras novelas, que habría recalado en Vigo para reparar su yate, el Saint Michael. Sanjurjo le habló de su idea de construir un sumergible con el que rescatar tesoros de los galeones hundidos de Rande.
El 12 de agosto de 1898, con motivo de la guerra hispano-estadounidense, Sanjurjo diseñó y construyó en ocho semanas un ingenio submarino, diseñado para plantar minas marítimas, en caso de que la armada americana atacara España. El submarino, con forma de cruz y dotado de una hélice movida por su dotación de tres personas, tuvo sus pruebas oficiales en agosto, en presencia del gobernador militar de la plaza. La prueba fue satisfactoria, efectuando el aparato inmersiones y aguantando una hora y media sumergido y después varias de 45 minutos, tras lo que Sanjurjo hizo emerger al vehículo y salió de la escotilla ondeando las banderas de Vigo y España.
El submarino nunca llegó a utilizarse, ya que el mismo día de las pruebas se firmaba el tratado de paz en el conflicto.

## El Sanjurjo

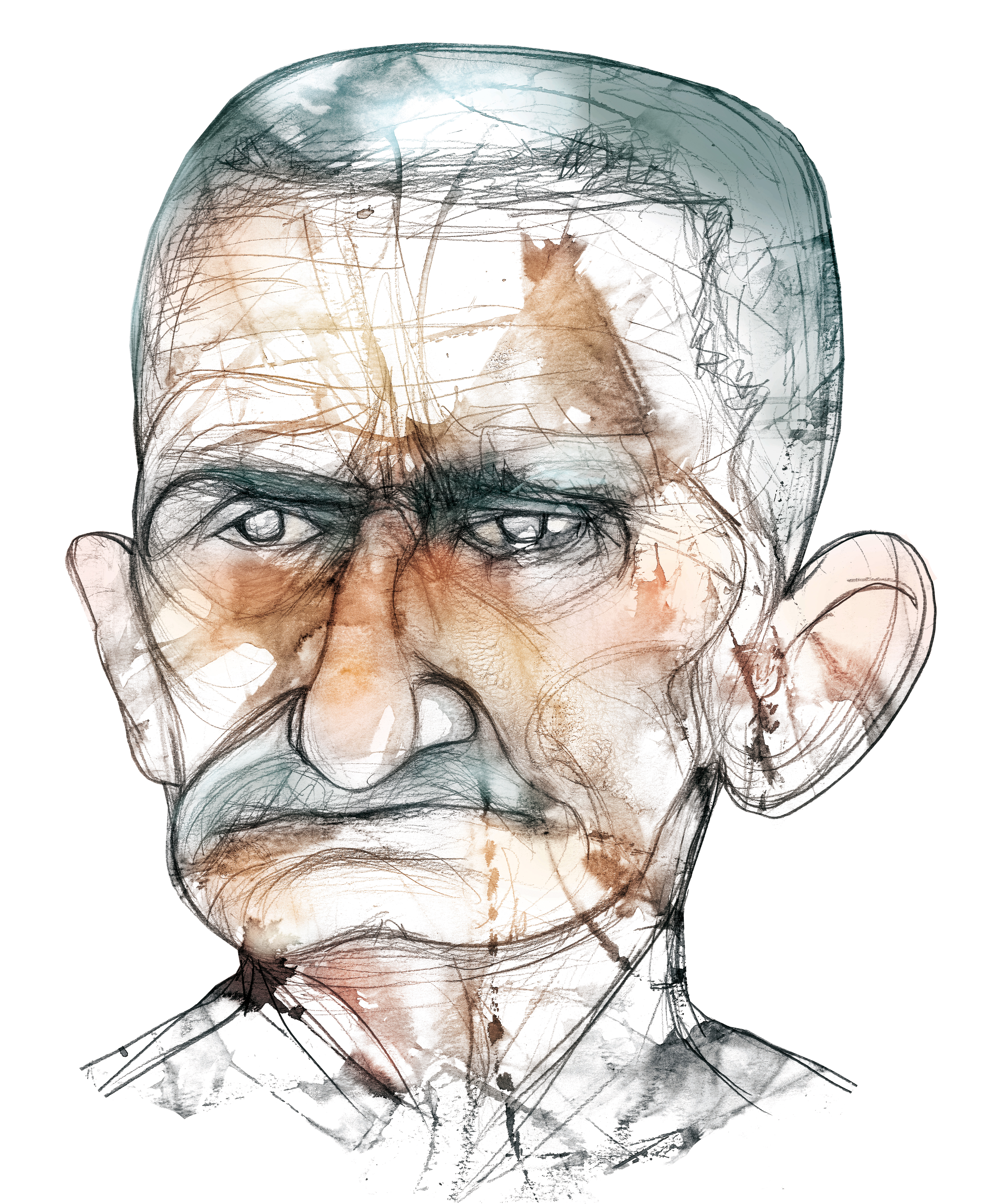
Retrato de Antonio Sanjurjo Badía, por Eulogia Merle

Las características del invento de Antonio Sanjurjo, y llamado en su honor el Sanjurjo eran las siguientes:
- Eslora: 5,20 m
- Puntal: 3,75 m
- Desplazamiento: 4,25 m
- Propulsión: Manual, moviendo una hélice a proa
- Velocidad: 2 nudos
- Armamento: 2 minas de contacto
- Cota de inmersión: 20 m
- Autonomía: 5 h
- Dotación: 3 personas
- El coste de la embarcación fue de 16.000 pesetas

Los planos del artilugio fueron destruidos en 1942, pero el submarino en sí sobrevivió y actualmente se encuentra expuesto en el Museo del Mar de Galicia.